# Guitera
Guitera (in francese Guitera-les-Bains, in corso Vuttera) è un comune francese di 116 abitanti situato nel dipartimento della Corsica del Sud nella regione della Corsica.

## Società

### Evoluzione demografica
Abitanti censiti